# Monastère de la Contrition à Staro Selo
Pour les articles homonymes, voir Monastère de la Contrition.
Le monastère de la Contrition (en serbe cyrillique : Манастир Покајница ; en serbe latin :Manastir Pokajnica) est un monastère orthodoxe serbe situé à Staro Selo, près de Velika Plana en Serbie. Il dépend de l'éparchie de Braničevo et est inscrit sur la liste des monuments culturels d'importance exceptionnelle de la république de Serbie (identifiant no SK 539).

## Histoire
L'église en bois du monastère de la Contrition, dédiée à la Translation des reliques de saint Nicolas, a été construite en 1818 par le knyaz de la nahija de Smederevo Vujica Vulićević. Elle a été construite à proximité du lieu où Vujica Vulićević a participé au meurtre de son parrain Karađorđe (Karageorges) ; dans son esprit, il s'agissait d'un acte de contrition, d'où le nom serbe du monastère.
Elle servit d'église paroissiale jusqu'en 1954, puis fut transformée en monastère. Son iconostase a été peinte par Konstantin Zograf, qui travailla en Serbie dans les années 1830. Dans le cimetière se dresse un clocher en bois et des quartiers résidentiels sans doute construits en même temps que l'église.
Les bâtiments du monastère ont été restaurés en 1951 et l'iconostase de l'église en 1987-1988. 

## Architecture

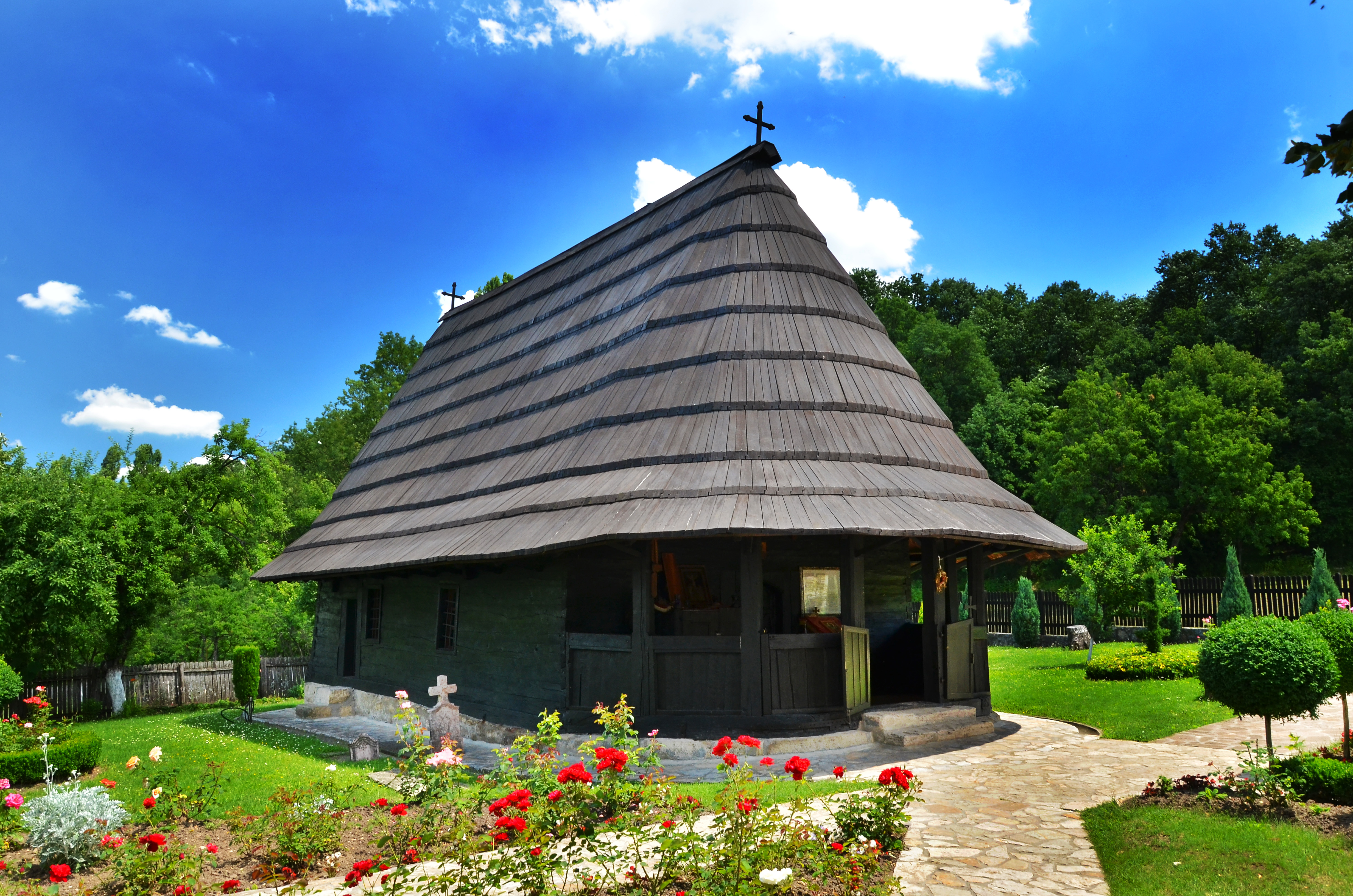
Autre vue de l'église.

## Décoration

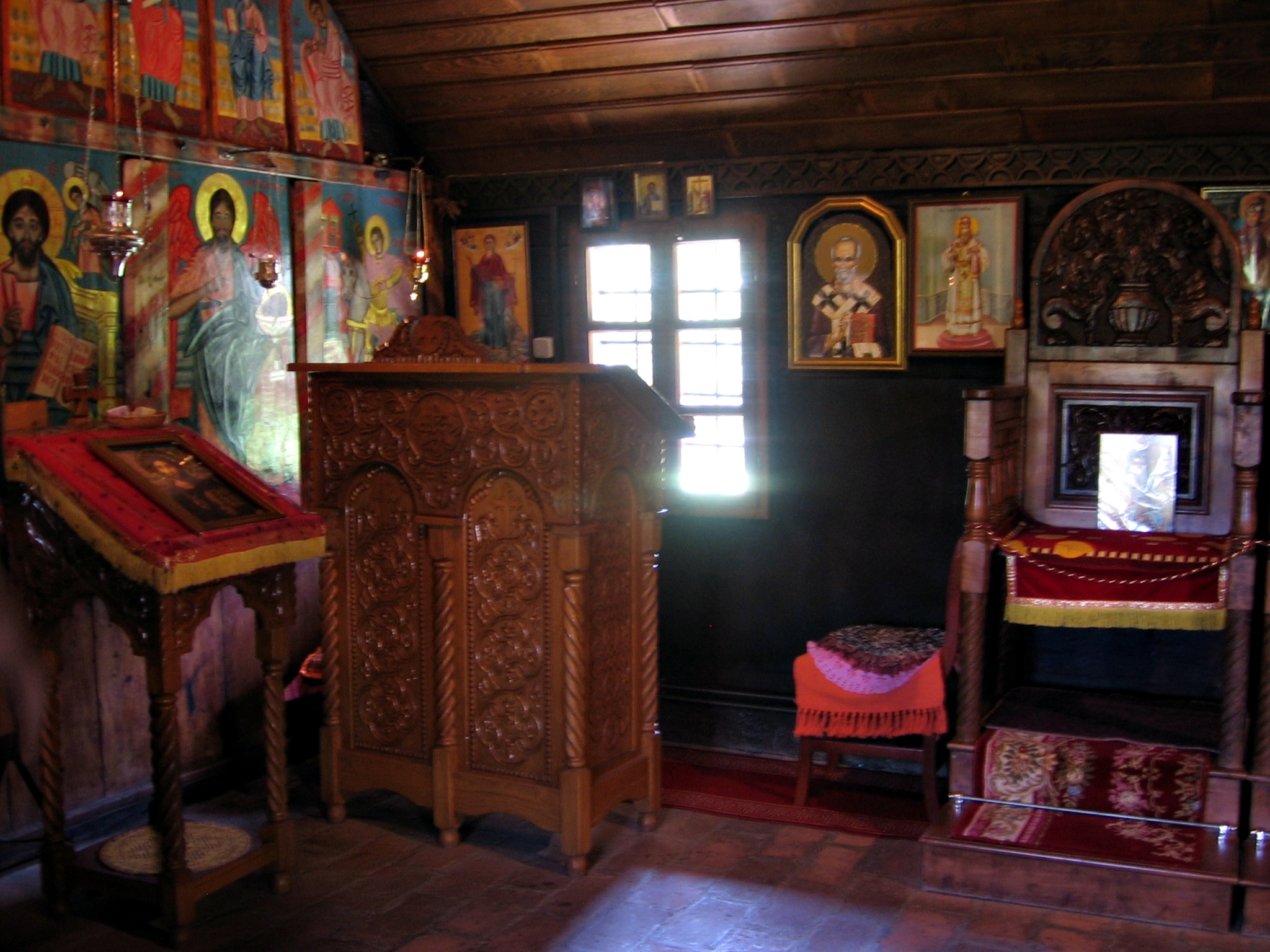
L'intérieur de l'église.